# 豐田混合動力系統
混合动力系统 (Hybrid Synergy Drive, 缩写 HSD)是丰田公司为混合动力汽车所研发的动力技术。它被广泛应用在以下车型： 雅力士, Auris， 普锐斯，Avalon Hybrid, Highlander Hybrid， 凯美瑞混合动力,  埃斯蒂马, 阿尔法, 雷克萨斯RX400h/RX450h, 雷克萨斯ES300h, 雷克萨斯GS450h, 雷克萨斯LS600h/LS600hL, 雷克萨斯CT200h, 雷克是300h, 雷克萨斯HS250h 和 雷克萨斯NX300h 。 同时丰田公司也许可日产公司在 Altima 车型上使用该技术。而丰田的供应商爱信精机也将类似的混合传动技术提供给其他汽车企业。
HSD混动技术属于强混合动力，区别于弱混合动力不能用纯电驱动车辆的是，它允许车辆在纯电动模式下行驶。HSD技术同时融合了电驱动和行星齿轮技术，以达到与无级变速器相类似的效果。HSD技术是一套电传线控系统，在发动机和各类控制器之间并没有直接的机械连接：在搭载HSD技术的车辆中，无论是油门踏板还是档位，都是通过传送电子信号到控制电脑，达到控制的目的。

HSD是丰田混动系统（Toyota Hybrid System, 缩写 THS）的改进版本，THS被用在1997年到2003年生产的丰田普锐斯车型上。第二代丰田混动系统（THS II）被应用在了2004款普锐斯上。因为丰田将这款系统用在了丰田品牌之外的车型上，比如雷克萨斯（称为Lexus Hybrid Drive），因此将系统名称更改为（Hybrid Synergy Drive). 第三代丰田混动系统（THS III）着重于提高功率和效率，同时改进了可放大性，使它能同时适用于大型车和小型车。在这代系统中，内燃机（ICE）/电动机1(MG1) 和电动机2（MG2）具有分离的减速器。这两者最终通过一个连接到齿轮桥和差速器的复合齿轮联系起来。这种动力设计方式被应用到了雷克萨斯车型的四驱和后驱车型中。2007年5月，丰田已在全球出售100万辆混动车型；这个数字在2009年8月达到200万辆；2013年3月突破500万辆。截止2014年9月，丰田已经在全球售出雷克萨斯和丰田品牌的混动车型超过700万辆。截止2003年，美国市场在丰田混动车辆销量中占比38%。

## 系统原理

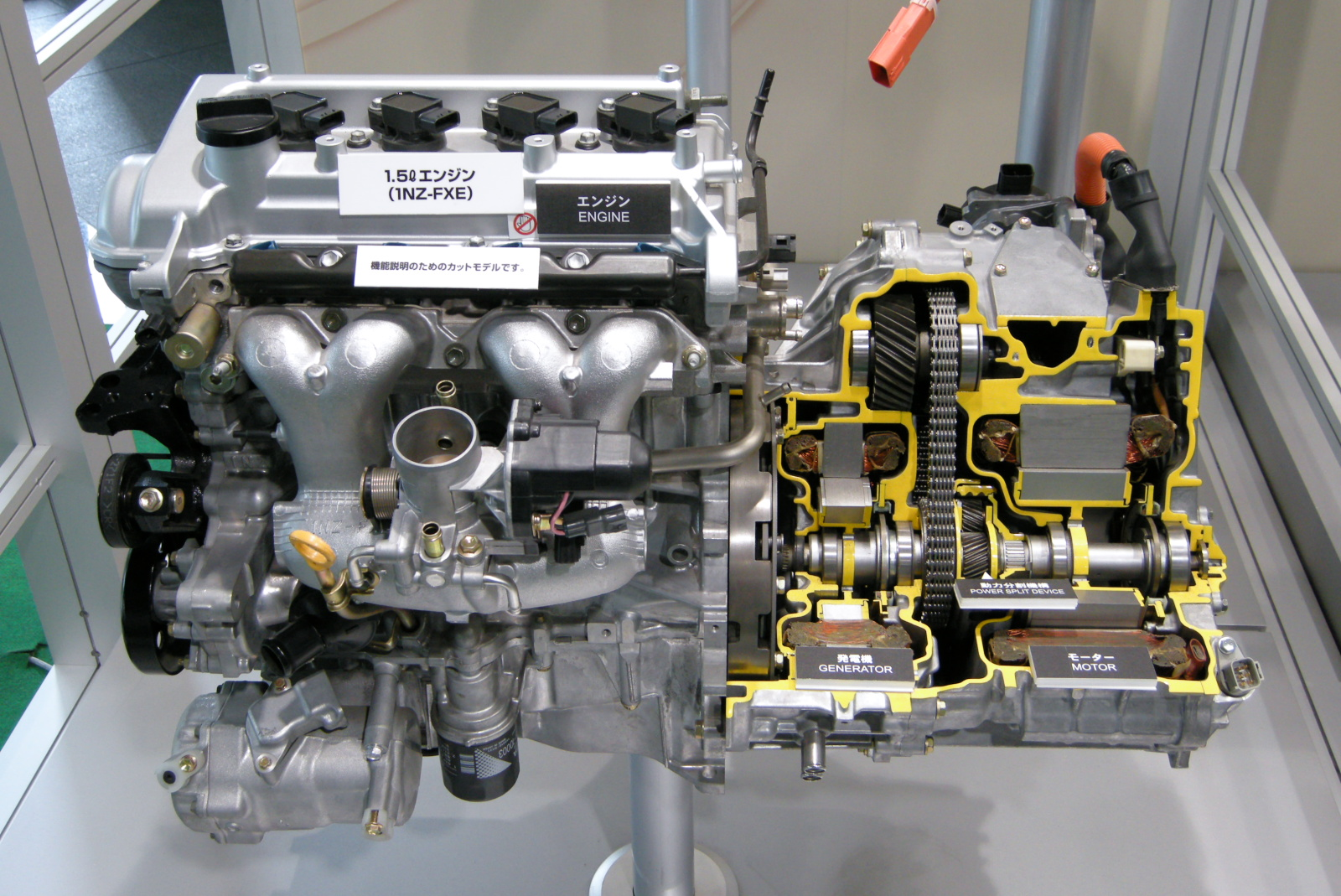
配备了早期HSD系统的丰田1NZ-FXE发动机（左）和它的拆解示意图（右）

丰田HSD系统中用电化学系统代替了常规的齿轮传动系统。一般来说，内燃机只能在有限的速度范围内保持高效的功率输出。在传统汽车中，齿轮传动系统将不同转速下发动机的扭矩传递给车轮。齿轮传动系统可以为带有离合的手动变速系统，也可以是带有扭力转换器的自动变速系统，使发动机在不同速度下得以驱动车轮。驾驶员可以通过调节节流阀（油门）来调节发动机的转速和扭矩，并通过机械传动装置将能量传递给车轮，车轮的速度与发动机转速不同，由齿轮比和当前所选择的档位所决定。但是，一般车辆中可供选择的档位或者齿轮比是有限的，一般为4档至6档。有限的档位使得发动机不得不在低效率的速度区间工作。通过观察转速表和辨别发动机噪声，可以优化发动机的转速以匹配实际速度。当一台发动机需要被设计成能够在较宽的转速范围内有效输出扭矩时，许多参数的设计会受到限制，比如发动机效率、可靠性、寿命、发动机体积和重量等。这也就是为什么用于发电的发动机相比于需要工作于不同转速条件的发动机，可以更小、更高效、更可靠，寿命更长。
然后，如果是无级变速传动系统，可以在各种速度下更加有效地选择合适的齿轮比，而不受有限的档位的限制。因此，发动机可以在优化的转速区间（一般来说为1500-2000 转/分钟）工作。一台搭载HSD系统的汽车，可以在任何时候在高效区间工作，用来给电池充电或者加速车辆，并在不需要高功率输出的时候完全关闭发动机。
跟无级变速传动方式类似，HSD传动系统可以无级调节齿轮比以满足加速需求。这也就是为什么当需要将搭载HSD系统的车辆归类到某一个传统类型时，丰田声称其为e-CVT类型。

### 能量流转
在传统的汽车设计中，直流发电机和启动装置（直流电动机）只是被视为内燃发动机的附属配件。这种设计中的电池只是用来启动内燃发动机，并在发动机不工作时为车内的电器设备提供电力。直流发电机用来在发动机工作时为电池充电并为车内电器提供电力。
HSD系统中用一下部分代替了传统汽车中的齿轮传动机构、发电机和启动电机：
- MG1，是一个具有永磁转子的交流电动机兼发电机，在启动内燃发动机时作为电动机，在为电池充电时作为交流发电机使用。
- MG2，也是一个具有永磁转子的交流电动机兼发电机，用作基本的驱动车轮的电动机，也是一个交流发电机，直接为电池系统充电。
- 电力电子系统，包括三个DC-AC逆变器和两个DC-DC转换器。
- 计算机化 控制系统 和 传感器
- HVB，高电压电池系统，用于提供和储存电力。

通过能量分流，一个串并联强混HSD系统可以实现以下形式的能量流动：
- 辅助设备的电力
  - HVB -> DC-DC 转换器-> 12V 直流电池
  - 12V 直流电池 -> 各类标准的和自动节能的辅助设备
- 发动机充电（负责为电池充电，或者加热催化转换器，或者为空调供电）
  - 内燃发动机 -> MG1 -> 高电压电池系统
- 电池或电动汽车驱动
  - 高电压电池系统 -> MG2 -> 车轮
- 发动机和电动机驱动 (中等加速)
  - 内燃发动机 -> 车轮
  - 内燃发动机 >MG1->MG2-> 车轮
- 发动机驱动并充电 (高速公路行驶)
  - 内燃发动机 -> 车轮
  - 内燃发动机 ->MG1-> 高电压电池系统
- 发动机和电动机同时驱动并充电 (高功率输出情况下，例如在陡峭的山坡)
  - 内燃发动机 -> 车轮
  - 内燃发动机 ->MG1-> 高电压电池系统
  - 内燃发动机 ->MG1->MG2-> 车轮
- 全功或逐步减速 (最大功率的情况)
  - 内燃发动机 -> 车轮
  - 内燃发动机 ->MG1->MG2-> 车轮
  - 高电压电池系统 ->MG2-> 车轮
- B模式制动
  - 车轮->MG2->高电压电池系统
  - 车轮->MG1->内燃发动机(ECU-电子控制单元触发MG1驱动内燃发动机，用以消耗电池电量，使高电压电池系统能够接受更多充电，同时发动机转动可以有发动机制动的效果。因此，当高电压电池系统充电电量太多或者驾驶员用力踩刹车踏板时，发动机的转速会提高）

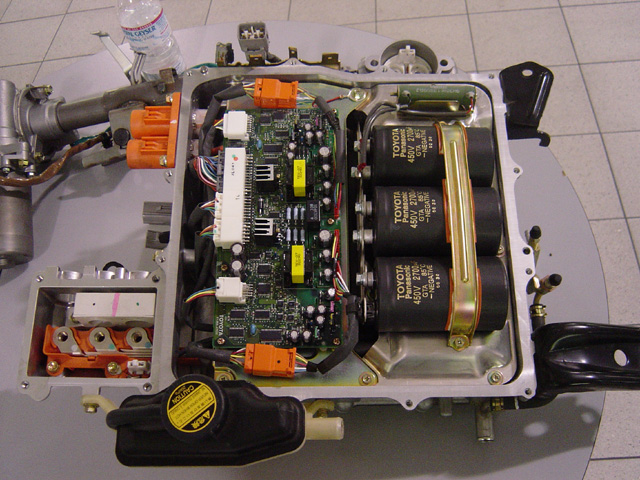
普锐斯NHW11 经典款的功率电子系统

- 再生制动
  - 车轮->MG2->高电压电池系统
- 急刹车
  - 前轮盘刹/后轮毂刹 -> 车轮
  - 所有轮盘刹 > 车轮